# Krti
Krti (znanstveno ime Talpidae) so družina sesalcev iz reda žužkojedov (Eulipotyphla oz. Insectivora s str.), katere predstavniki so razširjeni po Evraziji in Severni Ameriki. So razmeroma majhne živali, znane po tem, da imajo okončine prilagojene za kopanje.
Znanih je 39 danes živečih vrst v 17 rodovih. Delimo jih na tri podskupine: krti v ožjem pomenu besede preživijo večino časa pod zemljo, kjer kopljejo rove in lovijo podzemeljske nevretenčarje, rovkasti krti kopljejo omrežja rovov za zatočišče, prehranjujejo pa se nad tlemi v rastlinskem opadu, medtem ko so vihulji vodne živali, ki si izkopljejo le manjše suhe kamrice za zatočišče ob bregovih. Zaradi prikritega načina življenja in pri mnogih vrstah tudi odmaknjenega življenjskega prostora so večinoma slabo poznani.

## Telesne značilnosti
Najmanjši rovkasti krti so velikosti rovk, največji predstavnik, ruski vihulj, pa doseže 550 g telesne mase in dolžino preko 20 cm, kar je velikost podgane. Imajo podolgovat trup s kratkim, gostim kožuhom zemeljskih barv in glavo, ki se zaključi z dolgim, gibljivim smrčkom. Na golem smrčku so skoncentrirane čutnice za tip, skoraj vse vrste imajo pod površino kože posebne obokane čutnice, imenovane Eimerjevi organi. Čutilno vlogo smrčka dopolnjujejo ščetine na glavi, repu in nogah. Zunanjih uhljev krti razen nekaj izjem nimajo, oči pa so sicer prisotne, a slabo razvite in jih pri naketerih vrsta prekriva koža. Zobovje je značilno žužkojedo. Sprednje okončine, ki jih uporabljajo za kopanje, imajo v manjši ali večji meri lopatasto razširjene dlani, obrnjene navzven, z velikimi in močnimi kremplji.
Vihulji so prilagojeni za plavanje, z dvoplastnim kožuhom, sploščenim repom obraščenim s plavalnimi ščetinami in plavalno kožico med prsti.

## Taksonomija
39 danes živečih vrst združujemo v 17 rodov:
- poddružina Scalopinae
  - tribus Condylurini
    - rod Condylura
      - zvezdaš (Condylura cristata)

  - tribus Scalopini
    - rod Parascalops
      - Parascalops breweri

    - rod Scalopus
      - Scalopus aquaticus

    - rod Scapanulus
      - Scapanulus oweni

    - rod Scapanus
      - Scapanus latimanus
      - Scapanus orarius
      - townsendov krt (Scapanus townsendii)
- poddružina Talpinae
  - tribus Desmanini
    - rod Desmana
      - ruski vihulj (Desmana moschata)

    - rod Galemys
      - pirenejski pižmov vihulj (Galemys pyrenaicus)

  - tribus Neurotrichini
    - rod Neurotrichus
      - Neurotrichus gibbsii

  - tribus Scaptonychini
    - rod Scaptonyx
      - Scaptonyx fusicaudus

  - tribus Talpini
    - rod Euroscaptor
      - Euroscaptor grandis
      - Euroscaptor klossi
      - Euroscaptor longirostris
      - Euroscaptor micrura
      - Euroscaptor mizura
      - Euroscaptor parvidens

    - rod Mogera
      - Mogera imaizumii
      - Mogera insularis
      - Mogera tokudae
      - Mogera uchidai
      - Mogera wogura

    - rod Parascaptor
      - Parascaptor leucura

    - rod Scaptochirus
      - Scaptochirus moschatus

    - rod Talpa
      - Talpa altaica
      - sredozemski krt (Talpa caeca)
      - Talpa caucasica
      - navadni krt (Talpa europaea)
      - Talpa davidiana
      - Talpa levantis
      - Talpa occidentalis
      - Talpa romana
      - Talpa stankovici

  - tribus Urotrichini
    - rod Dymecodon
      - Dymecodon ilirostris

    - rod Urotrichus
      - Urotrichus talpoides
- poddružina Uropsilinae
  -     - rod Uropsilus
      - Uropsilus andersoni
      - Uropsilus gracilis
      - Uropsilus investigator
      - Uropsilus soricipes